# Zannichellia
Zannichellia es un género de plantas acuáticas perteneciente a la familia Potamogetonaceae. Comprende 43 especies descritas de plantas acuáticas sumergidas. El género está totalmente adaptado a un ciclo vital acuático, incluida la polinización bajo el agua. Zannichellia tiene las hojas filiformes y flores muy pequeñas. Tiene una distribución cosmopolita, encontrándose en cualquier parte del mundo.

## Taxonomía
El género fue descrito por Carlos Linneo y publicado en Species Plantarum 2: 969. 1753. La especie tipo es: Dicrocaulon pearsonii N.E. Br. 
Etimología
Zannichellia: nombre genérico que fue otorgado en honor del botánico veneciano Gian G. Zannichelli (1662-1729).

## Especies aceptadas
A continuación se brinda un listado de las especies del género Zannichellia aceptadas hasta mayo de 2015, ordenadas alfabéticamente. Para cada una se indica el nombre binomial seguido del autor, abreviado según las convenciones y usos.	
- Zannichellia andina Holm-Niels. & R.R.Haynes
- Zannichellia aschersoniana Graebn.
- Zannichellia contorta (Desf.) Cham.
- Zannichellia major Boenn. ex Reichenb.
- Zannichellia obtusifolia Talavera, García-Mur. & H.Smit
- Zannichellia palustris L.
- Zannichellia peltata Bertol.